# Norton Simon Museum
Norton Simon Museum, tidigare Pasadena Art Institute och Pasadena Art Museum, är ett amerikanskt konstmuseum i Pasadena, nära Los Angeles i Kalifornien. Det grundades 1922, blev ett museum 1954 och fick sitt nuvarande namn efter industrimannen Norton Simon, som från 1974 blev museets huvudfinansiär.